# Пјеве Сан Лоренцо (Лука)
Пјеве Сан Лоренцо је насеље у Италији у округу Лука, региону Тоскана.
Према процени из 2011. у насељу је живело 335 становника. Насеље се налази на надморској висини од 356 м.